# Elena S. Sánchez
Elena Sánchez Sánchez (Toledo, 29 de mayo de 1979), conocida como Elena S. Sánchez, es una periodista y presentadora de televisión española.

## Biografía
Se crio en el municipio de Gavilanes, Ávila, de donde era originario su padre. Es licenciada en Periodismo por la Universidad Complutense de Madrid y máster en Periodismo de Televisión por la Universidad Rey Juan Carlos. 
En 2001 entró a formar parte del Canal Toros de Vía Digital como miembro del equipo de Tendido cero de TVE. Desde entonces y, tras un breve paso por Antena 3, su carrera está vinculada a TVE. En 2004 es contratada por los Servicios Informativos de la cadena pública, donde permanece durante años como uno de los rostros visibles del área de cultura. 
En 2008 pasó al Canal 24 horas como presentadora de informativos y posteriormente del programa cultural La tarde en 24 horas. 
En 2011 dio el salto a La 1, para presentar, durante el verano, Gente. Desde 2012 hasta 2014 fue del rostro del mítico programa de crónica social Corazón. En mayo de 2014 dejaba Corazón y pasaba a presentar Cine de barrio, en sustitución de Concha Velasco durante su baja por enfermedad. 
Desde septiembre de ese año presenta Días de cine, programa de referencia para todo cinéfilo.
Desde mayo de 2015 ocupa el prime time de La 2 como presentadora del programa Historia de nuestro cine, que repasa la historia del cine español desde los años 30 hasta la actualidad y que incluye un coloquio todos los viernes, con invitados del universo cinematográfico.
Desde 2012 presenta, cada mes de julio, el programa especial Vive San Fermín dedicado a la retransmisión de los encierros que se celebran en Pamplona durante los Sanfermines. 
Entre las múltiples coberturas que ha realizado a lo largo de su carrera destacan Premios Goya, los Premios Príncipe de Asturias, el Premio Cervantes, la presentación de las galas Destino Eurovision o su labor como portavoz de los votos españoles en los Festivales de Eurovisión en los años  2011 y 2012.
De enero a marzo de 2020 presentó el espacio de entrevistas de La 2 de TVE Sánchez y Carbonell junto a Pablo Carbonell.

## Televisión

### Programas de televisión
| Año         | Programa                 | Cadena | Papel             |
| ----------- | ------------------------ | ------ | ----------------- |
| 2001        | Tendido cero             | TVE    | Presentadora      |
| 2008        | Gente                    | TVE    | Durante el verano |
| 2011 - 2012 | Festivales de Eurovisión | TVE    | Presentadora      |
| 2012 - 2014 | Corazón                  | TVE    | Presentadora      |
| 2010        | Vive San Fermín          | TVE    | Presentadora      |
| 2014        | Cine de Barrio           | TVE    | Presentadora      |
| 2014 - 2019 | Días de cine             | TVE    | Presentadora      |
| 2015 - ¿?   | Historia de nuestro cine | La 2   | Presentadora      |
| 2018 - 2019 | ¡Feliz 2019!             | TVE    | Presentadora      |
| 2020        | Sánchez y Carbonell      | La 2   | Presentadora      |
| 2021 - 2022 | ¡Feliz 1999!             | TVE    | Presentadora      |